# KFC
КФЦ (енгл. Kentucky Fried Chicken) је ланац ресторана брзе хране. Основана је у 1952. године у Кентакију. Данас у свету постоји преко 14.000 КФЦ ресторана.

## Производи
КФЦ-ева основна понуда производа су комадићи пилетине са костима пржени под притиском, зачињени „оригиналним рецептом“ од 11 биљака и зачина. Производ је обично доступан у појединачним порцијама од два или три комада или у картонској канти породичне величине која обично садржи између шест и 16 комада пилетине. У Канади и Великој Британији, свако пиле је подељено на девет различитих делова .